# Peyzieux-sur-Saône
Peyzieux-sur-Saône es una comuna francesa del departamento de Ain, en la región de Auvernia-Ródano-Alpes.

## Demografía
| 218 | 223 | 204 | 219 | 245 | 337 | 349 | 629 |
| Para los censos de 1962 a 1999 la población legal corresponde a la población sin duplicidades (Fuente: INSEE [Consultar]) |     |     |     |     |     |     |     |